# Johann Christoph Ziemssen
Johann Christoph Ziemssen (* 6. Oktober 1747 in Stralsund; † 17. August 1824 in Greifswald) war evangelisch-lutherischer Theologe und von 1812 bis 1824 vorpommerscher Generalsuperintendent in Greifswald.

## Leben und Wirken
Ziemssen wurde als Sohn des Rentmeisters und Tischlers Johann Christoph Ziemssen und dessen am 5. Mai 1746 in Stralsund geheirateten Frau Catharina Margaretha Wollert geboren. Nach dem Besuch des Sundischen Gymnasiums in Stralsund studierte er ab dem 12. März 1768 in Greifswald Theologie, Philosophie und Mathematik und wurde zum Magister und Doktor der Theologie promoviert.
Im Jahre 1776 wurde er Diakon an der St. Marien-Kirche zu Greifswald. 1788 wurde Ziemssen Dozent an der Universität Greifswald und später Leiter des 1791 gegründeten Landesschulseminars in der Hansestadt. 1792 avancierte er zum Adjunkt der dortigen Theologischen Universitätsfakultät.
Im Jahre 1802 wurde er zum ordentlichen Professor der Theologie und zum Pastor an St. Marien sowie Beisitzer des Greifswalder Konsistoriums ernannt. Die Theologische Fakultät der Universität Rostock verlieh ihm den Doktor der Theologie, und er wurde Ritter des Roten Adlerordens 3. Klasse. In den Jahren 1805 und 1810 war er Rektor der Universität Greifswald. 1812 erfolgte seine Berufung zum Generalsuperintendenten für Schwedisch-Pommern in Greifswald – in der Nachfolge von Gottlieb Schlegel. Zwölf Jahre lang bis zu seinem Tode übte er dieses Amt aus. Von Ernst Moritz Arndt ist überliefert, er habe Ziemssen als „Gönner und Beschützer“ hochgeschätzt.
Durch Verfügung vom 8. März 1828 wurde bestimmt, dass Carl Ritschl in Stettin künftig Generalsuperintendent für Neu- und Altpommern sein sollte. Damit war die Generalsuperintendentur in Vorpommern aufgehoben.

## Familie
Ziemssen verheiratete sich am 10. Mai 1776 in Stralsund mit Maria Margarethe Reimarus (* 14. Juli 1754 in Greifswald; † vor 1819), der Tochter des Diakons an der St. Marienkirche in Greifswald Johann Mathias Reimarus und dessen Frau Louise Krasemann. Aus der Ehe stammen Kinder. Von diesen kennt man:
- Theodor Johann Christoph Ziemssen (* 13. Februar 1777 in Greifswald; † 20. Oktober 1843 in Thurow) Superintendent in Handshagen, verh. 10. November 1806 in Greifswald mit Wilhelmine Sophie Christiane von Mühlenfels (* 9. Januar 1782; † 3. Februar 1859)
- Johann Ernst Ludwig Ziemssen (* 24. August 1778 in Greifswald; † 1851 in Greifswald) Dr. jur., Bürgermeister in Greifswald, verh. mit Caroline von Kreplin
- Friedrich Wilhelm Ziemssen (* 30. Oktober 1779 in Greifswald; † 7. Februar 1781 ebd.)
- Johann Heinrich Wilhelm Ziemssen (* 14. September 1781 in Greifswald; † 1. Dezember 1781 ebd.)
- Anna Maria Wilhelmina Ziemssen (* 18. Dezember 1782 in Greifswald; † 1847 ebd.) verh. mit dem außerordentlichen Professor der Theologie in Greifswald Dr. theol. Johann Christian Friedrich Finelius (1787–1846)
- Friedrich Georg August Ziemssen (* 22. November 1784 in Greifswald) Hauslehrer und Kandidat der Theologie
- Wilhelm Karl Ludwig Ziemssen (* 6. Dezember 1786 in Greifswald; † 9. September 1842 ebd.); Geheimer Hofgerichts- und Justizrat in Greifswald, verh. 10. Januar 1821 in Greifswald mit Friedericke Wilhelmine von Hagenow (* 13. Oktober 1802 in Langenfelde; † 2. September 1866 in Danzig)
- Christina Amalia Johanna Ziemssen (* 17. März 1789 in Greifswald) verh. mit dem Juristen in Greifswald Dr. jur. Julius Theodor Roggenbau.
- Christoph Gottlieb Ziemssen (* 23. April 1791 in Greifswald; † 18. November 1868 in Stralsund) Superintendent Stralsund, verh. am 12. August 1819 in Stralsund mit Karoline Bohnstedt (* 6. April 1802 in Stralsund; † 18. April 1883 in Wiesbaden)
- Friederike Julie Bernhardine Ziemssen (* 22. Oktober 1793 in Greifswald; † 1855 in Berlin) Malerin
- Gustave Justina Carolina Wilhelmine Ziemssen (* 25. Juni 1795 in Greifswald; † 5. Februar 1866 in Berlin) verh. mit dem königlich preußischen Justizrat und Kreisrichter in Franzburg Karl Heinrich Bogislaw von Normann (* 16. Juni 1787 in Stralsund; † 20. April 1862 in Berlin)